# Acacia dallachiana
Acacia dallachiana é uma espécie de leguminosa do gênero Acacia, pertencente à família Fabaceae.